# 星槎道都大学
星槎道都大学（せいさどうとだいがく、英語: Seisa Dohto University）は、北海道北広島市中の沢149番地に本部を置く日本の私立大学。1964年創立、1978年大学設置。大学の略称は星槎道都・道都・道都大・SDU。
北広島市にある唯一の大学であり、北海道ボールパークFビレッジの近隣に位置する。

## 概要
社会福祉学部（社会福祉学科）・経営学部（経営学科）・美術学部（デザイン学科・建築学科）の3学部4学科からなる大学である。北海道で最も歴史ある社会福祉学部と美術学部を擁し、福祉関係に広いネットワークをもつ。設置者は学校法人北海道星槎学園であり、星槎グループに所属している。
建学の精神は、「社会に必要とされることを創造し、常に新たな道を切り開き、それを成し遂げる」。
また、「人を認める・人を排除しない・仲間を作る」という星槎グループの三つの約束を掲げ、共生社会の実現に資する人材の育成に力を入れている。
1978年（昭和53年）に、学校法人北海道櫻井産業学園が母体となり、北海道紋別市に道都大学として開学した。開学時の2つの学部は、ともに北海道で初めてとなる学部であり、社会福祉学部は全国で5校目（第二部を含めると6番目）、美術学部は全国で7番目に設置されたものである。
1996年（平成8年）、美術学部を札幌キャンパス（北広島市）に移転、2001年（平成13年）には経営学部を札幌キャンパスに新設（道都大学短期大学部の改組）、2005年（平成17年）には社会福祉学部を札幌キャンパスに移転し、3学部が現行キャンパスに集約された。
2016年（平成28年）、星槎グループに加入し、法人名を学校法人北海道星槎学園と改称、大学の名称も2017年4月から星槎道都大学と改称した。
共生科学部と教育学研究科（修士課程・博士後期課程）・教育実践研究科（専門職学位課程）の2つの大学院を有する星槎大学（通信制）と包括連携協定を締結しており、札幌キャンパス内には、星槎大学大学院の機能も一部置かれている。また、キャンパス内に星槎国際高等学校の北広島学習センターがあり、星槎もみじ中学校や、星槎国際高等学校本部校（札幌）も近い。

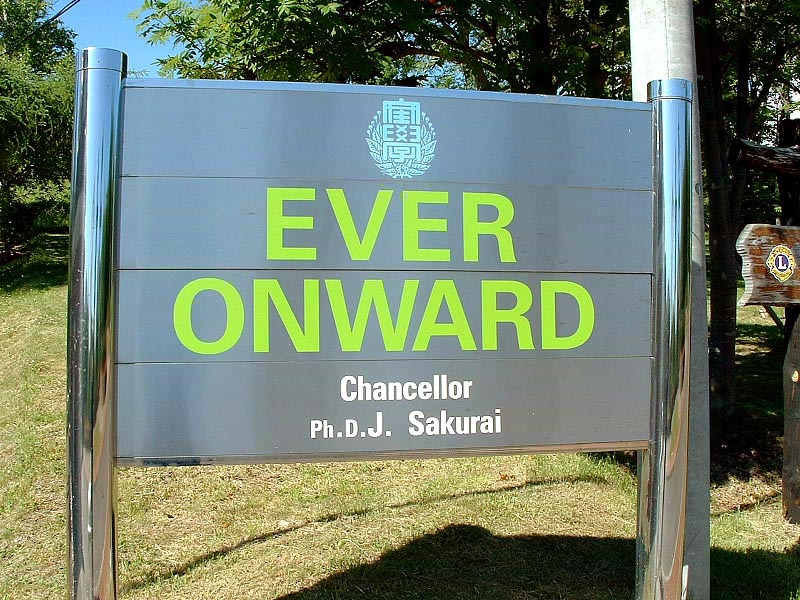
「限りなき前進」の意

## 沿革
- 1964年（昭和39年）
  - 11月30日 - 北海道知事より学校法人北海道産業学園設立認可
  - 12月15日 - 学校法人北海道産業学園法人登記。北海道産業専門学校本科及び予科高等部を設置
- 1965年（昭和40年）4月 - 北海道産業専門学校開設
- 1966年（昭和41年）
  - 1月 - 北海道産業短期大学設置認可
  - 4月 - 北海道産業短期大学開設（経営科、建設科）（広島村）
- 1968年（昭和43年）9月1日 - 町制施行により北海道産業大学所在地が広島村から広島町となる
- 1976年（昭和51年） - 北海道産業短期大学を道都短期大学と改称。法人名を北海道櫻井産業学園と改称
- 1978年（昭和53年）
  - 2月10日 - 道都大学開設（社会福祉学部社会福祉学科、美術学部デザイン学科・建築学科）
  - 4月1日 - 道都大学が紋別市に開学。初代学長として、櫻井淳が就任
- 1984年（昭和59年） - 北海道櫻井産業学園に総長制を敷き、櫻井淳が初代総長に就任
- 1985年（昭和60年） - 道都大学に保母養成課程開設
- 1991年（平成3年） - 道都短期大学を道都大学短期大学部と改称
- 1992年（平成4年）12月 - バンコク大学との姉妹校提携に調印[3]
- 1996年（平成8年）
  - 4月1日 - 美術学部を紋別キャンパスから札幌キャンパスに移設[1]
  - 9月1日 - 市制施行により道都大学札幌キャンパス所在地が広島町から北広島市となる
- 2001年（平成13年） - 札幌キャンパスに経営学部を設置。札幌北区キャンパスに研究センターとサテライトキャンパスを設置
- 2002年（平成14年）4月 - 道都大学短期大学部を廃止
- 2005年（平成17年） - 社会福祉学部を紋別キャンパスから札幌キャンパスに移設[2]。これにより全ての学部を札幌キャンパスに集約[2]
- 2008年（平成20年） - 紋別キャンパスの土地・建物が紋別市へ譲渡
- 2009年（平成21年） - 全学部学科をコース制から専攻制へと更改
- 2013年（平成25年）
  - 2月15日 - 学校法人国際学園と業務連携合意書に調印
  - 4月11日 - 北広島市と連携協定を調印
  - 5月24日 - 北広島市と災害時における相互協力・相互支援に関する覚書を締結
  - 7月5日 - 星槎国際高等学校との高大連携協定に調印
  - 7月25日 - 北海道北広島西高等学校と高大連携協定に調印
  - 8月22日 - 北海道教育大学と「教員養成の高度化に関する協力協定」を締結
  - 9月19日 - 旭川福祉専門学校と専大連携協定を締結
  - - 地域総合研究所設置。教職センター設置
- 2014年（平成26年）
  - 4月1日 - 道都大学通信教育科（指定保育士養成課程・精神保健福祉士養成課程[短期]）開設。北広島市と連携協定の一環で北広島市広葉交流センター内にサテライトキャンパスを移転。札幌北区キャンパスの研究センターを廃止。
  - 9月19日 - 旭川福祉専門学校と「専大連携協定」を締結
  - 12月4日 - 北海道名寄産業高等学校と高大連携協定を締結
  - 12月15日 - 法人設立創立50周年
- 2015年（平成27年）
  - 4月 - 道都大学通信教育科（社会福祉士養成課程[一般]・精神保健福祉士養成課程[一般]）開設。由仁町と包括連携協定を調印。美術学部の建築学科に建築士専攻を、デザイン学科に染色・テキスタイル専攻を開設
  - 5月21日 - 旭川明成高等学校と高大連携協定に調印
  - 6月21日 - 法人創立50周年式典挙行
  - 12月 - 学校法人国際学園と包括連携協定調印
- 2016年（平成28年）
  - 4月 - 設置者を学校法人北海道星槎学園に改称
  - 4月13日 - 神恵内村と包括連携協定を調印
  - 5月16日 - 北海道札幌平岸高等学校と高大連携協定を調印
  - 9月6日 - 北海道石狩翔陽高等学校と高大連携協定を締結
- 2017年（平成29年）
  - 4月 - 道都大学を星槎道都大学に改称。星槎道都大学留学生別科日本語専攻開設
  - 4月24日 - 札幌新陽高等学校と高大連携協定を締結
  - 9月28日 - 一般社団法人北海道中小企業家同友会と連携協定調印
  - 10月 - 星槎道都大学留学生別科日本語専攻受け入れ開始
- 2018年（平成30年） - 大学開学40周年記念式典開催
- 2021年（令和3年） - 「サブメジャー・プログラム」を開始
- 2023年（令和5年） - 「株式会社ファイターズ スポーツ＆エンターテイメント」と包括連携協定を締結

## 基礎データ

### 所在地

#### 現在あるキャンパス

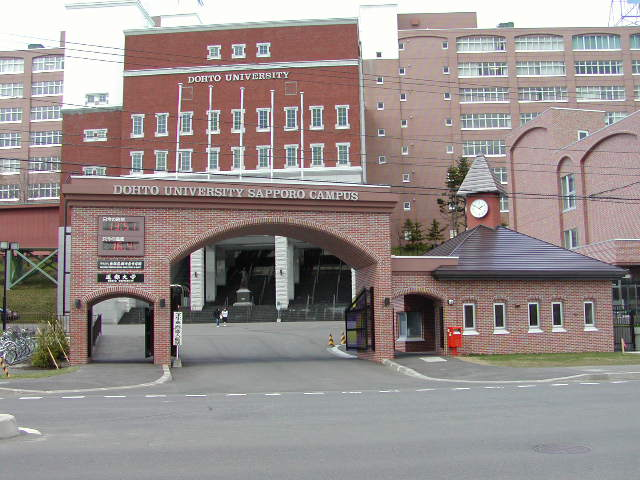
札幌キャンパス・ハマナス門

- 札幌キャンパス（北海道北広島市中の沢149番地） - 社会福祉学部、経営学部、美術学部
- 第2キャンパス（北海道北広島市中の沢149番地） - 運動場、学生寮
- 北広島サテライトキャンパス（北海道北広島市広葉町3丁目） - 北広島市広葉交流センター内[4]

#### かつてあったキャンパス

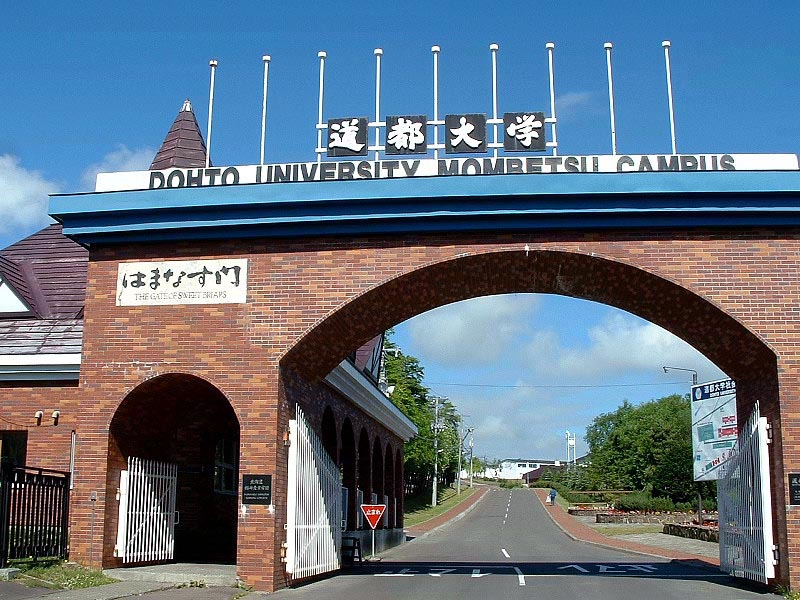
紋別キャンパス・正門

- 紋別キャンパス（北海道紋別市落石町7丁目1番地）
紋別市が所有して企業招致などを目指しているが、2012年（平成24年）4月時点でも進出する企業などはなく、遊休地化している[5]。
- 札幌サテライトキャンパス（北海道札幌市北区北9条西4丁目）

### 特色
社会福祉学部は、北海道では初めて、全国でも5校目（第二部を含めると6番目）に設置された伝統校で、研究者も多く輩出している。OBは、4200人（2007年時点）におよび、道内外の行政機関・社会福祉協議会・教育機関・養護学校・社会福祉施設・病院・老人福祉施設などに幅広いネットワークを有する。

### 象徴

#### 校章
校章は、「大學」の象形文字とキャンパス内（紋別）に自生するハマナス（バラ科バラ属）をモチーフとして図案化したものを掛け合わせてデザインされたものである。

#### スクールカラー
スクールカラーは大学公式には決定されていないが、旗や看板、公式サイト・パンフレット類・チアリーダーのユニフォームなどに青が多用されており、慣習的には、「スカイブルー」とされている。

### 花
学校の花は、「紋別市の花」や「北海道の花」にも指定されているハマナスで、校章のモチーフとなっている。

## 教育および研究

### 組織

#### 学部・学科
3学部4学科、5附置研究所等からなる。2009年度より、各学部5コース制度から専攻制度へと変更された。尚、専攻は受験時ではなく、入学後に選択する。
- 社会福祉学部
  - 社会福祉学科
    - 社会福祉専攻
    - こども保育専攻
    - 教育専攻
- 経営学部
  - 経営学科
    - スポーツ専攻
    - マネジメント専攻
- 美術学部
  - デザイン学科
    - アート専攻
    - デザイン専攻
    - イラスト・マンガ専攻

  - 建築学科
    - 建築プロフェッショナル専攻
    - 建築デザイン専攻

#### 通信教育課程
- 通信教育科
  - 指定保育士養成課程（一般）
  - 社会福祉士養成課程（一般）
  - 精神保健福祉士養成課程（短期・一般共に北海道在住者のみ）

#### 附属機関
- 地域連携推進センター（かつてあった国際意匠研究所・国際建築研究所・国際福祉研究所・国際経営文化研究所を2013年に地域総合研究所に統合。2016年に現名称に変更）
- キャリア支援センター
- 通信教育事務センター
- 教職センター
- 図書情報館

#### 研究
1993年には同大学の主催により世界9か国（スウェーデン・デンマーク・大韓民国・カナダ・米国・オーストリア・オランダ・ドイツ連邦・日本）の専門家を集めて、国際社会福祉シンポジウムを開催した。

## 学生生活
野球部
- 硬式野球部は、かつては紋別キャンパスのチームが北海道学生野球連盟に、札幌キャンパスのチームが札幌学生野球連盟にそれぞれ所属していたものの、キャンパス統合に伴いチームも一本化された。札幌学生野球連盟では1部リーグに所属している。
  - 春季リーグ戦優勝、かつ全日本大学野球選手権大会には現チームが7回（1971〈北海道産業短大として〉,  2008, 2009, 2011, 2012, 2013, 2014）、旧紋別キャンパスが3回（1984, 1988, 1994）それぞれ出場している。2009年には春季リーグ戦にて全勝優勝している。全日本大学野球選手権での最高成績はベスト8（2011年）。公式記録上両者の成績は合算されていない。
  - 秋季リーグ戦優勝は11回、明治神宮野球大会には6回出場している。最高成績は準優勝（2017年、第48回大会）。
- 同野球部出身のプロ野球選手としては、石川晃（1986年南海ホークス入団）、佐藤峻一（2012年オリックス・バファローズ入団）、大累進（2012年読売ジャイアンツ入団）、福田俊（2018年北海道日本ハムファイターズ入団）、河村説人（2020年千葉ロッテマリーンズ入団）らがいる。また、道内外の社会人野球チームや軟式野球強豪チームへも選手を輩出している。

サッカー部
- サッカー部は北海道学生サッカー連盟に加盟、1部リーグに所属している（2013年現在）。天皇杯全日本サッカー選手権大会北海道代表6回（2013年現在）。全日本大学サッカー選手権大会出場4回（2012年現在）。

ボクシング部
- ボクシング部の出身者に、全日本アマチュアボクシング選手権大会で活躍した伊藤辰史などがいる。

柔道部
- 柔道部は北海道における強豪校である。2012年の全日本学生柔道体重別選手権大会では北海道代表のうち男子は22人中13人、女子は13人中8人を同校の選手が占めた。2023年の北海道学生柔道新人大会では3階級で優勝、北海道学生女子柔道階級別選手権大会では2階級で優勝した。

## 大学関係者と組織

### 大学関係者一覧
- 星槎道都大学の人物一覧

## 対外関係

### 他大学との協定

#### 業務連携協定
- 学校法人国際学園 星槎大学（2013年2月15日調印）[6]

#### 業務連携協定に基づく高大連携協定
- 星槎国際高等学校（2013年7月5日調印）

#### 高大連携協定
- 北海道北広島西高等学校（2013年7月25日調印）

#### 国際交流
- 学術・文化交流協定

#### 海外の提携姉妹校（16か国29校）
- アメリカ合衆国
  - アラスカ大学アンカレッジ校（アラスカ州:1980年4月12日）
  - オレゴン州立大学（オレゴン州:1981年11月23日）
  - ガードナーウェッブ大学（ノースカロライナ州:1989年8月15日）
  - テネシー州立工科大学（Tennessee Technological University）（テネシー州:1988年11月27日）
  - ハワイ・パシフィック大学（ハワイ州:1987年9月2日）
  - フランクリン大学（オハイオ州:1988年8月15日）
  - ベーカー大学（カンザス州:1988年8月12日）
  - ラ・バーン大学（カリフォルニア州:1988年8月10日）
- カナダ
  - カルガリー大学（アルバータ州:1980年11月20日）
- チリ
  - フェデリコ・サンタ・マリア工科大学（チリ:1995年6月23日）
- フランス
  - 国立パリ・エコール・スペリエール・デザール・デコラティフ（パリ:1983年10月19日）
- スウェーデン
  - 国立ストックホルム大学（ストックホルム:1985年1月1日）
- アイスランド
  - 国立アイスランド大学（レイキャビィック:1987年11月12日）
- ドイツ
  - 州立バンベルク大学（バンベルク:1994年4月12日）
- イタリア
  - ローマ国立美術アカデミオ（ローマ:1994年4月12日）
- フィンランド
  - ラップランド大学（ロバニエミ:1997年12月13日）
- ロシア
  - ユジノサハリンスク国立教育大学（1994年4月12日）
  - サハリン国立総合大学（ユジノサハリンスク）
  - 極東国立経済経営アカデミー（ウラジオストック:2001年4月12日）
- タイ
  - バンコク大学（タイ：バンコク:1992年12月12日）
- フィリピン
  - マニラ大学（マニラ:1977年4月7日）
- 韓国
  - 慶熙大学校（ソウル:1972年12月8日）
  - 東義大学校（プサン:1981年6月3日）
- 中国
  - 国立瀋陽大学（瀋陽市）
  - 国立瀋陽工業大学（瀋陽市:1994年6月13日）
  - 黒竜江省対外貿易学校（黒竜江省:1996年9月1日）
  - 黒竜江省対外貿易幹部学校（黒竜江省:1996年9月1日）
- ベトナム
  - ベトナム国家大学ホーチミン市校（ホーチミン:1996年11月11日）
- オーストラリア
  - マーティンカレッジ（クイーンズランド:1994年8月19日）
  - グリフィス大学（クイーンズランド:1995年4月13日）

### 地方自治体との協定
- 地域連携協定
  - 北広島市（2013年4月11日）
  - 由仁町・由仁町教育委員会（2015年4月8日）

## 系列校
- 道都短期大学（廃止）
- 道都国際観光専門学校（廃止）